# Ревильо, Франко
Франко Ревильо (итал. Franco Reviglio; род. 3 февраля 1935, Турин) — итальянский политик.

## Биография
Ревильо родился в Турине в 3 февраля 1935 года. Он получил образование в родном городе. Его дипломная работа была посвящена повышению эффективности в государственных компаниях.

## Карьера
Ревильо был профессором экономики в Туринском университете. Он был членом Социалистической партии и занимал пост министра финансов с 4 августа 1979 по 28 июня 1981 года в кабинете во главе с премьер-министром Франческо Коссигой. Проработав в университете ещё два года, он уволился с работы в 1983 году и стал президентом итальянской энергетической компании Ente Nazionale Idrocarburi. Он был назначен на этот пост с целью реорганизации и совершенствования фирмы. Он в значительной степени достиг этих целей.
В 1992 году он был назначен министром бюджета в кабинете, возглавляемом премьер-министром Джулиано Амато. Его пребывание в должности продолжалось до февраля 1993 года, его сменил Беньямино Андреатта. Ревильо был назначен министром финансов в результате перестановок в кабинете министров 21 февраля 1993 года. Он сменил на этом посту Джованни Гориа. Ревильо ушёл в отставку 30 марта 1993 года из-за своей предполагаемой причастности к скандалу со взяточничеством.
После ухода с должности и политики Ревильо вернулся на свой преподавательский пост в Туринском университете и в будущем стал его почётным профессором.